# Hiéroglyphe égyptien F25

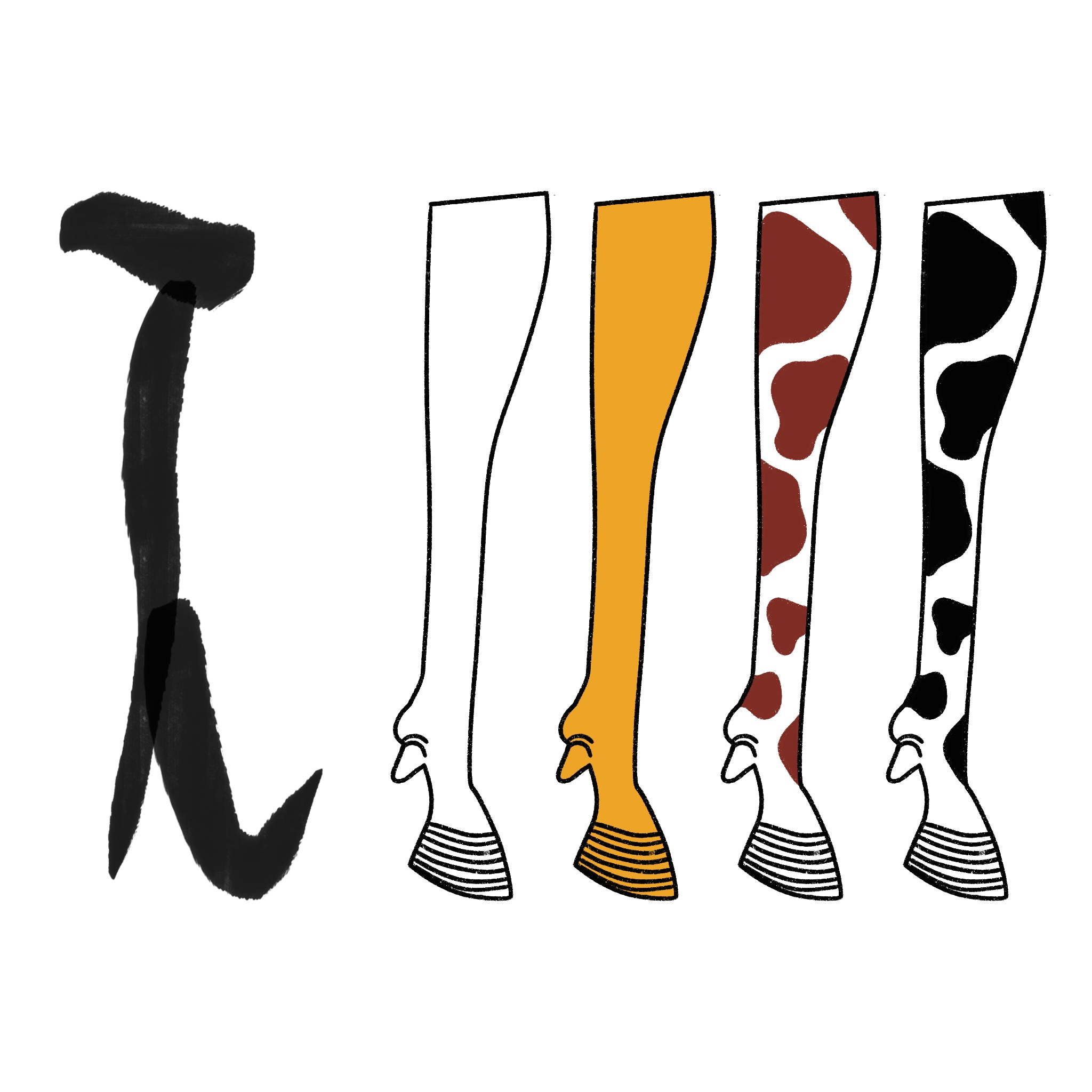
Version hiératique et hiéroglyphique

La patte de bovin, en hiéroglyphes égyptiens, est classifiée dans la section F « Parties de mammifères » de la liste de Gardiner ; cet hiéroglyphe y est noté F25.

## Représentation
Il représente une patte de bovin (Bos taurus) blanche, parfois jaune, bigarré rouge et blanc ou noir et blanc. Il est translittéré wḥm.t ou wḥm.

## Utilisation
| F25 | t · Z1 |

| F25 | t · Z1 |

| F25 | m | E7 |

| F25 | m | E7 |

métaphorique) »,
d'où découle son utilisation en tant que phonogramme trilitère de valeur wḥm.

## Exemples de mots
| F25 | m | Y1 | \| \| | (var | ) |
|     |   |    |       |      |   |

|  |

| F25 | m | Y1 | \| \| | (var | ) |
|     |   |    |       |      |   |

|  |

| F25 | m | i | i | t | A2 |

| F25 | m | i | i | t | A2 |

| F25 | m | w | A2 | A1 |

| F25 | m | w | A2 | A1 |